# 石黒麻利子
石黒 麻利子（いしぐろ まりこ）は、日本の弁護士。医学博士。藤田保健衛生大学大学院医学研究科修了、中央大学法学部法律学科卒業、中央大学大学院法務研究科修了。東京弁護士会所属。著者多数。英語が得意。

## 人物
堀法律事務所に所属する弁護士。医療過誤、医療事故、交通事故などを専門とする。
子どものころに母親がクモ膜下出血で急逝し、それがきっかけで脳科学者の道に進んだ。
理化学研究所、三菱化成生命研究所、国立精神神経センターなどで研究員(脳科学)として勤務の後、法曹界に転身した。脳科学者時代に築いた人脈や親族に多くの医師がいる。